# Campeonato Mundial de Halterofilismo de 2018 - Até 87 kg feminino
A categoria até 87 kg feminino foi um evento do Campeonato Mundial de Halterofilismo de 2018, disputado na Arena de Halterofilismo de Asgabade, em Asgabade, no Turquemenistão, no dia 9 de novembro de 2018.

## Calendário
Horário local (UTC+5)
| Dia           | Horário | Fase    |
| ------------- | ------- | ------- |
| 9 de novembro | 12:00   | Grupo B |
| 9 de novembro | 19:55   | Grupo A |

## Medalhistas
| Evento    | Ouro            | Ouro   | Prata                  | Prata  | Bronze                      | Bronze |
| --------- | --------------- | ------ | ---------------------- | ------ | --------------------------- | ------ |
| Arranque  | Ao Hui (CHN)    | 117 kg | Crismery Santana (DOM) | 116 kg | Kim Un-ju (PRK)             | 111 kg |
| Arremesso | Kim Un-ju (PRK) | 152 kg | Ao Hui (CHN)           | 151 kg | María Fernanda Valdés (CHI) | 140 kg |
| Total     | Ao Hui (CHN)    | 268 kg | Kim Un-ju (PRK)        | 263 kg | Crismery Santana (DOM)      | 254 kg |

## Recordes
Antes desta competição, o recorde mundial da prova era o seguinte:
| Recorde         | Tipo      | Atleta         | Peso   | Local | Data                  |
| Recorde Mundial | Arranque  | Padrão mundial | 132 kg |       | 1 de novembro de 2018 |
| Recorde Mundial | Arremesso | Padrão mundial | 164 kg |       | 1 de novembro de 2018 |
| Recorde Mundial | Total     | Padrão mundial | 294 kg |       | 1 de novembro de 2018 |

## Resultado
Os resultados foram os seguintes.
| Pos.              | Atleta                      | Grupo | Arranque (kg) | Arranque (kg) | Arranque (kg) | Arranque (kg)     | Arremesso (kg) | Arremesso (kg) | Arremesso (kg) | Arremesso (kg)    | Total |
| Pos.              | Atleta                      | Grupo | 1             | 2             | 3             | Resultado         | 1              | 2              | 3              | Resultado         | Total |
| ----------------- | --------------------------- | ----- | ------------- | ------------- | ------------- | ----------------- | -------------- | -------------- | -------------- | ----------------- | ----- |
| Medalha de ouro   | Ao Hui (CHN)                | A     | 110           | 114           | 117           | Medalha de ouro   | 142            | 148            | 151            | Medalha de prata  | 268   |
| Medalha de prata  | Kim Un-ju (PRK)             | A     | 108           | 111           | 115           | Medalha de bronze | 145            | 150            | 152            | Medalha de ouro   | 263   |
| Medalha de bronze | Crismery Santana (DOM)      | A     | 110           | 113           | 116           | Medalha de prata  | 138            | 138            | 138            | 5                 | 254   |
| 4                 | María Fernanda Valdés (CHI) | A     | 108           | 110           | 112           | 5                 | 137            | 139            | 140            | Medalha de bronze | 250   |
| 5                 | Naryury Pérez (VEN)         | A     | 105           | 109           | 111           | 4                 | 133            | 138            | 138            | 4                 | 249   |
| 6                 | Diana Mstieva (RUS)         | A     | 103           | 108           | 111           | 7                 | 126            | 133            | 136            | 6                 | 244   |
| 7                 | Oliba Nieve (ECU)           | A     | 103           | 106           | 109           | 6                 | 128            | 132            | 132            | 7                 | 241   |
| 8                 | Ksenia Paskhina (RUS)       | A     | 100           | 104           | 107           | 8                 | 126            | 126            | 133            | 8                 | 233   |
| 9                 | Kinga Kaczmarczyk (POL)     | A     | 93            | 96            | 98            | 12                | 123            | 123            | 127            | 10                | 221   |
| 10                | Kaity Fassina (AUS)         | B     | 97            | 100           | 100           | 10                | 117            | 120            | 123            | 12                | 220   |
| 11                | Keyshla Rodríguez (PUR)     | B     | 93            | 93            | 93            | 15                | 113            | 118            | 123            | 9                 | 216   |
| 12                | Krisztina Magát (HUN)       | B     | 94            | 98            | 100           | 11                | 117            | 117            | 121            | 14                | 215   |
| 13                | Dolera Davronova (UZB)      | B     | 88            | 91            | 93            | 14                | 118            | 123            | 124            | 13                | 211   |
| 14                | Louise Vennekilde (DEN)     | B     | 90            | 94            | 95            | 16                | 111            | 116            | 121            | 11                | 211   |
| 15                | Tuğçe Boynueğri (TUR)       | B     | 93            | 95            | 98            | 13                | 110            | 115            | 118            | 15                | 210   |
| —                 | Mami Shimamoto (JPN)        | A     | 98            | 102           | 105           | 9                 | 120            | 120            | 120            | —                 | —     |